# Beuvron (Sélune)
Der Beuvron ist ein Fluss in Frankreich, der in den Regionen Bretagne und Normandie verläuft. Er ändert in seinem Oberlauf mehrfach den Namen, entspringt zunächst als Ruisseau de Mébesnard im Gemeindegebiet von Parigné und entwässert generell Richtung Nord. Nach Durchquerung des Ortes Villamée nennt er sich plötzlich Rivière de Villamée. Erst weiter nördlich nimmt er den Namen Beuvron an und mündet schließlich nach rund 31 Kilometern unterhalb von Saint-Senier-de-Beuvron als linker Nebenfluss in die Sélune. 
Auf seinem Weg durchquert der Beuvron die Départements Ille-et-Vilaine und Manche.  

## Orte am Fluss
- Villamée
- Saint-James
- Saint-Senier-de-Beuvron